# 彩女星
彩女星（122 Gerda）是第122颗被人类发现的小行星，于1872年7月31日发现。彩女星的直径为81.7千米，质量为5.7×1017千克，公转周期为2112.255天。
彩女星以北歐神話的女巨人葛德命名。